# Placochilus
Placochilus är ett släkte av insekter. Placochilus ingår i familjen ängsskinnbaggar.
Släktet innehåller bara arten Placochilus seladonicus.